# Bandstyltlöpare
Bandstyltlöpare (Cladorhynchus leucocephalus) är en fågel i familjen skärfläckor som förekommer i Australien. Den har ett unikt levnadssätt som påminner om flamingor.

## Utseende och läte
Bandstyltlöparen är en distinkt, mestadels vit vadarfågel med mycket långa ben, dock kortare än hos övriga styltlöpare. Kroppslängden är 35–43 cm. Vingarna är svarta och tvärs över bröstet syns ett kastanjebrunt band, som gett arten dess namn, som sträcker sig bakåt och blir mer brunsvart på buken. Ungfågeln saknar bandet på bröstet.
I flykten kontrasterar vit mantel och vita armpennor med svarta vingtäckare och handpennor, vingslagen är snabbare och mer klippande än hos andra skärfläckor och styltlöpare. De långa benen är orangeskära och näbben är tunn och rak eller något uppböjd. Lätet återges i engelsk litteratur som ett mjukt, skällande "chowk" eller "chowk-uk" som från flockar kan bilda en kakofoni.

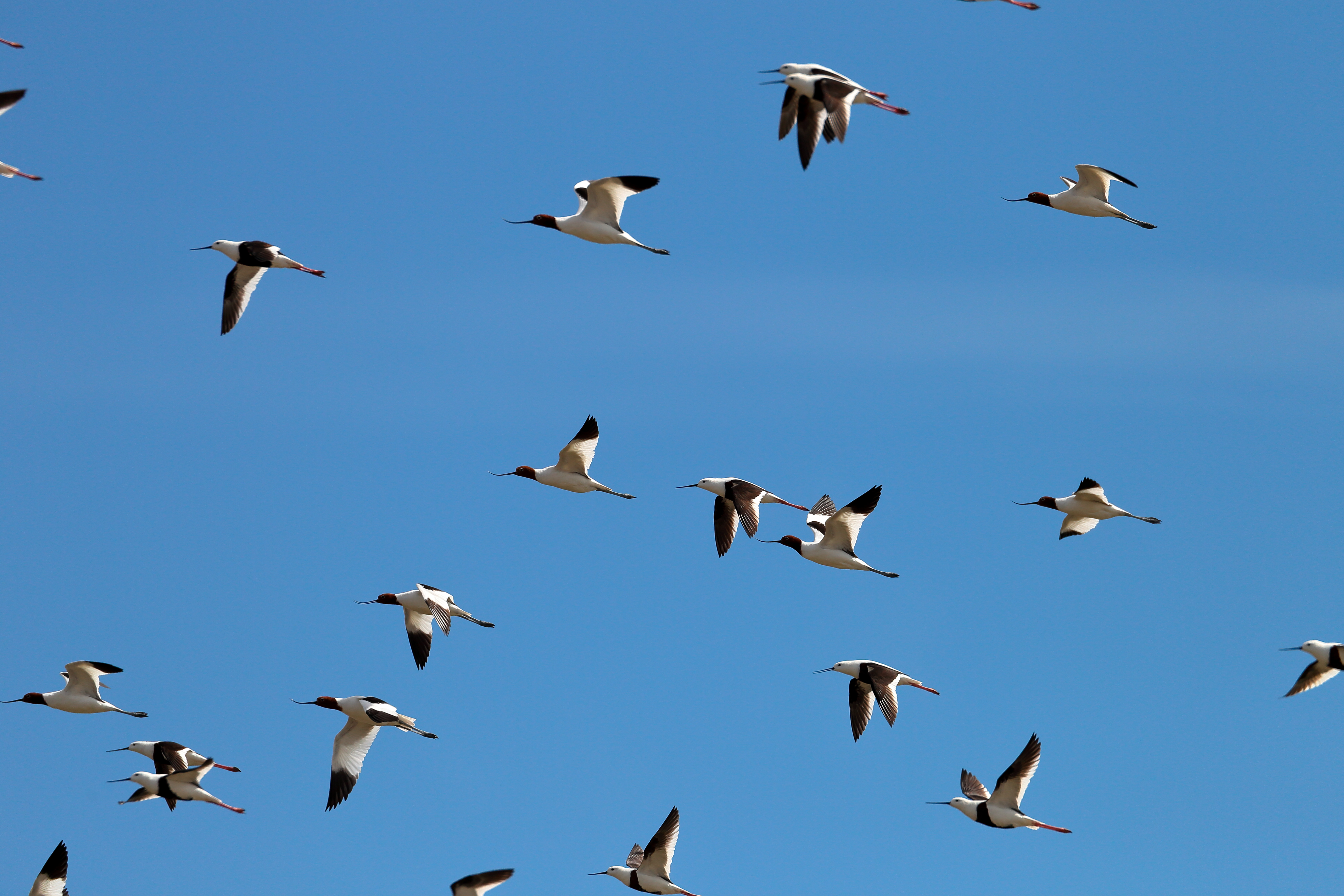
I flykten syns de karakteristiska vita armpennorna, här med australiska skärfläckor.

## Utbredning och systematik
Fågeln förekommer i centrala och syd-centrala Australien. Den placeras som enda art i släktet Cladorhynchus. Trots sitt svenska trivialnamn är arten närmare släkt med skärfläckorna i Recurvirostra än med de äkta styltlöparna i Himantopus.

## Status och hot
Arten har ett stort utbredningsområde och en stor population med stabil utveckling som inte tros vara utsatt för något substantiellt hot. Utifrån dessa kriterier kategoriserar internationella naturvårdsunionen IUCN arten som livskraftig (LC).